# Stephanodes reduvioli
Stephanodes reduvioli är en stekelart som först beskrevs av Perkins 1905.  Stephanodes reduvioli ingår i släktet Stephanodes och familjen dvärgsteklar. Inga underarter finns listade i Catalogue of Life.